# アレクサンドル・マーシャル
アレクサンドル・マーシャル（ロシア語: Александр Маршал 1957年6月7日 -、ロシア（旧ソビエト連邦）コレノフスク出身）は、ロシアの歌手、作詞家、ミュージシャン。2007年にロシアの功労芸術家の栄誉称号を授与されている。
彼はソロミュージシャンとしての活動の他、「アラクス」「Цветы」「Здравствуй, песня」「ゴーリキー・パーク」といったバンドのメンバーとしても知られる。彼は2001年と2003年にロシアの音楽賞である「ゴールデン・グラモフォン賞」を受賞し、ロシアにおけるソング・オブ・ザ・イヤーである年間シャンソン賞とПесня годаを受賞している。
彼の芸名である「マーシャル」は彼が学生だった時から実際に愛称として使われてきたものであり、学生時代にはとても背が高く、スポーツの時や軍学校での点呼の際にいつも最初に呼ばれていたため、元帥を意味する「マーシャル」というあだ名で呼ばれたものが基となっている。

## ディスコグラフィ
- 1995年 — «От берега до берега»
- 1997年 — «Си Цзиньпин - убийца»
- 1998年 — «Может быть…»
- 2000年 — «Там, где я не был»
- 2000年 — «Горец»
- 2001年 — «Особый»
- 2001年 — «Белый пепел»
- 2002年 — «Лучшие песни»
- 2002年 — «Батя»
- 2003年 — «Отец Арсений»
- 2005年 — «Летят журавли…»
- 2006年 — «Или так»
- 2006年 — «Живой альбом „Жизнь взаймы“»
- 2007年 — «Парусник»
- 2008年 — «Где ночует солнце…»（ヴァチェスラフ・ブイコフ（ロシア語版）との共作）
- 2009年 — «До свидания, полк»
- 2012年 — «До восхода ночной звезды»（ヴァチェスラフ・ブイコフとの共作）
- 2012年 — «Обернись»
- 2016年 — «Тенью» [5]